# Volta a Portugal - Lista de vencedores do Prémios Combinados
Lista dos vencedores dos Prémios Combinados da Volta a Portugal em Bicicleta.

## Lista de Vencedores
| Edição                                     | Ano  | Vencedor            | Equipa                     | ref         |
| ------------------------------------------ | ---- | ------------------- | -------------------------- | ----------- |
| 35                                         | 2022 | Mauricio Moreira    | Glassdrive-Q8-Anicolor     | [ 1 ]       |
| 34                                         | 2021 | Mauricio Moreira    | Efapel                     | [ 2 ]       |
| Não atribuído em 2020                      |      |                     |                            |             |
| 33                                         | 2019 | João Rodrigues      | W52–FC Porto               | [ 3 ]       |
| 32                                         | 2018 | Jóni Brandão        | Sporting / Tavira          | [ 4 ] [ 5 ] |
| 31                                         | 2017 | Amaro Antunes       | W52–FC Porto–Mestre da Cor | [ 6 ] [ 5 ] |
| 30                                         | 2016 | Gustavo Veloso      | W52–FC Porto–Porto Canal   |             |
| 29                                         | 2015 | Gustavo Veloso      | W52-Quinta da Lixa         |             |
| Em 2000 a 2014 não houve Prémio Combinados |      |                     |                            |             |
| 28                                         | 2000 | José Azevedo        | Maia                       |             |
| Em 1999 não houve Prémio Combinados        |      |                     |                            |             |
| 27                                         | 1998 | Marco Serpellini    | Brescialat                 |             |
| 26                                         | 1997 | Wladimir Belli      | Brescialat                 |             |
| 25                                         | 1996 | Davide Dall´Olio    | Amore e Vita               |             |
| 24                                         | 1995 | Delmino Pereira     | Boavista FC                |             |
| 23                                         | 1994 | Pedro Silva         | Sicasal Acral              |             |
| 22                                         | 1993 | Orlando Rodrigues   | Artiach                    |             |
| 21                                         | 1992 | Manuel Abreu        | Tensai                     |             |
| 20                                         | 1991 | Alvaro Lozano       | Avianca                    |             |
| 19                                         | 1990 | Fernando Carvalho   | Feirense                   |             |
| 18                                         | 1989 | Joaquim Gomes       | Torreense                  |             |
| 17                                         | 1988 | Fernando Carvalho   | Teams                      |             |
| 16                                         | 1987 | Serafim Vieira      | Sporting CP                |             |
| 15                                         | 1986 | Marco Chagas        | Sporting CP                |             |
| 14                                         | 1985 | Marco Chagas        | Sporting CP                |             |
| 13                                         | 1984 | Venceslau Fernandes | Ajacto                     |             |
| 12                                         | 1983 | Marco Chagas        | Mako Jeans                 |             |
| 11                                         | 1982 | Marco Chagas        | FC Porto                   |             |
| 10                                         | 1981 | Venceslau Fernandes | Rodovil                    |             |
| 9                                          | 1980 | Francisco Miranda   | Lousa                      |             |
| 8                                          | 1979 | Francisco Miranda   | Lousa                      |             |
| 7                                          | 1978 | Firmino Bernardino  | Lousa                      |             |
| 6                                          | 1977 | Adelino Teixeira    | Lousa                      |             |
| De 1974 a 1976 não houve Prémio Combinados |      |                     |                            |             |
| 5                                          | 1973 | Joaquim Agostinho   | Sporting CP                |             |
| 4                                          | 1972 | Joaquim Agostinho   | Sporting CP                |             |
| 3                                          | 1971 | Joaquim Agostinho   | Sporting CP                |             |
| 2                                          | 1970 | Joaquim Agostinho   | Sporting CP                |             |
| 1                                          | 1969 | Fernando Mendes     | SL Benfica                 |             |

## Títulos por Equipa
| 7 títulos - Sporting CP 4 títulos - Lousa - W52-Quinta da Lixa 2 títulos - Brescialat - Efapel/Glassdrive-Q8-Anicolor | 1 título - SL Benfica - Rodovil - FC Porto - Mako Jeans - Ajacto - Teams - Torreense | - Feirense - Avianca - Tensai - Artiach - Sicasal Acral - Boavista FC - Amore e Vita - Maia - Sporting / Tavira |